# Echogenetic
Echogenetic è un album in studio del gruppo musicale canadese Front Line Assembly, pubblicato nel 2013.

## Tracce
1. Resonance – 2:46
2. Leveled – 5:17
3. Killing Grounds – 5:58
4. Blood – 5:25
5. Deadened – 5:48
6. Ghosts – 4:43
7. Echogenetic – 4:35
8. Exhale – 5:27
9. Exo – 7:09
10. Prototype – 5:36
11. Heartquake – 5:42